# ベンハムの独楽

ベンハムの独楽の一例

ベンハムの独楽 （ベンハムのこま）とは、イギリスのおもちゃ製造業者であるチャールス・ベンハム（en:Charles Benham）の名に由来する独楽（こま）である。主観色（錯視）の実験として有名。ベンハムは、1895年に図に示したように上面を塗り分けた独楽を発売した。

## 概要
ベンハムの独楽を回すと、弧状の薄い色があちこちに見える。この色はフェヒナーの色と呼ばれるが、誰が見るかによって異なる色となる。なぜこのような現象が起こるのか完全には理解されていない。赤（正確には黄色からオレンジ）、緑、青に感受性が高い網膜内の光受容体（錐体）が応答する光の変化率がそれぞれ異なっているからではないかとも考えられている。
なお、ベンハムの独楽を単色光の下で回してもやはり色感覚が生まれる。さらに左目と右目にベンハムの独楽の模様の一部分ずつを見せるように工夫しても色感覚が生まれる。つまり、錯視が視覚伝達路のうち、視床以降で生まれることは分かっている。

## 応用
この錯視を応用してモノクロテレビ放送で擬似的な色を発生させる試みが1959年にNET（現在のテレビ朝日）で行われた。紫地に黄緑色の菊模様が知覚できるようなパターンがフィルムで作られ、番組のタイトルとして放送された。後に、電子回路で同等な効果を作成してテレビCMでの映像効果に使用した事もある。